# 樹德科技大學
樹德科技大學（Shu-Te University），簡稱樹德科大、樹科大，位於台灣高雄市燕巢區，鄰近義大醫院，2000年奉教育部核准改名為樹德科技大學。

## 沿革
- 1997年，樹德技術學院創校，設有室內設計技術系、資訊管理系、企業管理系、應用外語系。
- 1998年，增設古蹟建築修護系、視覺傳達設計系、流行設計系。室內設計技術系改名室內設計系。
- 1999年，增設休閒事業管理系、生活產品設計系、資訊工程系、幼兒保育系。
- 2000年8月，改名「樹德科技大學」。成立管理學院、應用社會學院、設計學院、資訊學院。同年10月增設第二校區。古蹟建築修護系改名建築與古蹟維護系。增設工業管理系、人類性學研究所。
- 2001年，增設電腦與通訊研究所、經營管理研究所。
- 2002年，增設電腦與通訊系、幼兒保育研究所。
- 2003年，增設經營管理研究所碩士在職專班
- 2005年，工業管理系改名運籌管理系。
- 2006年，增設數位遊戲設計系、人類性學研究所博士班。
- 2007年，增設表演藝術系、休閒運動管理系、行銷管理系；數位遊戲設計系改名數位科技與遊戲設計系。
- 2008年，建築與古蹟維護系改名建築與環境設計系。
- 2009年，建築與環境設計研究所改名建築與室內設計研究所；幼兒保育系、所改名兒童與家庭服務系、所；休閒運動管理系改名休閒遊憩與運動管理系。
- 2011年，增設視覺傳達設計系碩士在職專班、藝術管理與藝術經紀學位學程、會議展覽與國際行銷學士學位學程。停招建築與環境設計系。數位科技與遊戲設計系改名動畫與遊戲設計系。TQC+ Android認證中心成立。
- 2012年，增設生活產品設計系碩士在職專班。
- 2013年，增設會展管理與貿易行銷碩士學位學程。資訊管理系增設數位行銷組與數位創新應用組之分組。休閒事業管理系分拆為休閒與觀光管理系及餐旅管理學位學程[3]
- 2014年，增設資訊工程系資訊技術與管理數位學習碩士在職專班。
- 2015年，增設車用電子學士學位學程、社會工作學士學位學程。停招資訊工程系碩士在職專班。增設演藝學院籌備處[4]
- 2016年，金融系改名金融管理系、運籌管理系改名流通管理系。與國立中山大學、國立屏東科技大學、國立高雄師範大學和國立菲律賓大學系統(UP System)，共同倡議合組的「台菲學術媒合網絡平台」。[5]
- 2017年，餐旅管理學位學程改名餐旅與烘焙管理系、藝術管理與藝術經紀學位學程改名藝術管理與藝術經紀系。原申請增設性諮商碩士學位學程、典籍應用與文本創作碩士學位學程[6]，未獲通過。
- 2018年，增設電競產業管理學士學位學程，資訊管理系取消數位創新應用組。
- 2019年，停招車用電子學士學位學程。國際企業與貿易系、會議展覽與國際行銷學士位程整併為會展行銷與活動管理系。
- 2020年，增設美髮設計與經營學士學位學程。
- 2023年，社會工作學位學程改名社會工作系
- 2023年，應用設計研究所改名設計創新與經營研究所。
- 2024年，美髮設計與經營學士學位學程改名美髮設計與經營系。[7]

## 歷任校長
| 任 別 | 姓 名  | 起 迄 時 間                 | 歷任校長任期時事                               |
| ----- | ------ | --------------------------- | ---------------------------------------------- |
| 1     | 陳品全 | 1997年 — 2004年             |                                                |
| 2至6  | 朱元祥 | 2004年 — 2017年2月1日       | 橫山創意中心、文薈館新建、iF概念設計獎世界第一 |
| 7至8  | 陳清燿 | 2017年2月1日— 2023年7月31日 |                                                |
| 9     | 王昭雄 | 2023年8月1日— 迄今          |                                                |

## 學術單位
| 設計學院 | 設計創新與經營研究所         | 建築與室內設計研究所         |
| 設計學院 | 生活產品設計系暨碩士在職專班 | 視覺傳達設計系暨碩士在職專班 |
| 設計學院 | 流行設計系、科               | 室內設計系                   |
| 設計學院 | 動畫與遊戲設計系             | 表演藝術系                   |
| 設計學院 | 藝術管理與藝術經紀系         | 電競產業管理學士學位學程     |
| 設計學院 | 美髮設計與經營系             | 電子競技與電腦娛樂科學系     |

| 管理學院 | 經營管理研究所       | 金融管理系暨碩士班、碩士在職專班 |
| 管理學院 | 企業管理系、科       | 行銷管理系、科                   |
| 管理學院 | 流通管理系、科       | 會展行銷與活動管理系             |
| 管理學院 | 休閒與觀光管理系、科 | 休閒遊憩與運動管理系             |
| 管理學院 | 餐旅與烘焙管理系     | 會展管理與貿易行銷碩士學位學程   |

| 資訊學院 | 資訊管理系暨碩士班、碩士在職專班 數位行銷組 | 資訊工程系暨碩士班 資訊技術與管理數位學習碩士在職專班 |
| 資訊學院 | 電腦與通訊系暨碩士班                        | 車用電子學士學位學程                                  |

| 應用社會學院 | 人類性學研究所（博士班、碩士班、碩士在職專班） | 兒童與家庭服務系、科暨碩士在職專班 |
| 應用社會學院 | 應用外語系                                     | 社會工作系                         |

| 通識教育學院 | 語文組     | 社會科學祖 |
| 通識教育學院 | 自然科學組 | 人文組     |
| 通識教育學院 | 藝文中心   | 生活通識組 |
| 通識教育學院 | 藝術組     | 藝文中心   |

## 產研單位
| 產學營運總中心 | 智財價值創造中心 | 產學合作中心 |

| 校級-產學研中心 | 創新育成中心 | 文化創意數位內容研發中心 （页面存档备份，存于） |

| 院級-產學研中心 | 數位藝術中心 （页面存档备份，存于）     | 客家文化研究暨推廣中心 |
| 院級-產學研中心 | 人類性學研究中心 （页面存档备份，存于） | 高科技紡織品研發中心   |
| 院級-產學研中心 | 跨文化研發推展中心                      | -                      |

## 國際合作姊妹校
- 樹德科技大學從學校成立至今，該校與全球大學締結姊妹校將超過150所，簽署國際交流合約，合作形式包含交換學生、雙聯學位等。
- 中國大陸超過100所。[10]
- 亞洲地區(包括香港)超過100所，美洲有4所，歐洲有4所。[11]

## 運動校隊

### 女壘隊
女壘隊於2016年成立，由前國手呂雪梅接掌兵符，該隊也為高雄市首支大專女壘隊。

## 歷年日間部師生比及新生註冊率
- 110學年度日間部學生人數7631。專任老師人數254，日間部師生比30.04（學生數/老師數）。[13]

- 112學年度新生註冊率71.60%。
- 113學年度新生註冊率75.04%。

## 外部連結
- 官方网站 （页面存档备份，存于）
- 樹德科技大學圖書館 （页面存档备份，存于）
- Inkscape 應用實例: 製作樹德科技大學校徽
- 樹德科大BBS telnet （页面存档备份，存于）